# برودی
برودی (به روسی: Броди) شهری است که در استان لویو، کشور اوکراین قرار دارد. جمعیت این شهر ۲۳,۳۳۵ (۲۰۲۱ تخمینی) نفر است.

## نگارخانه

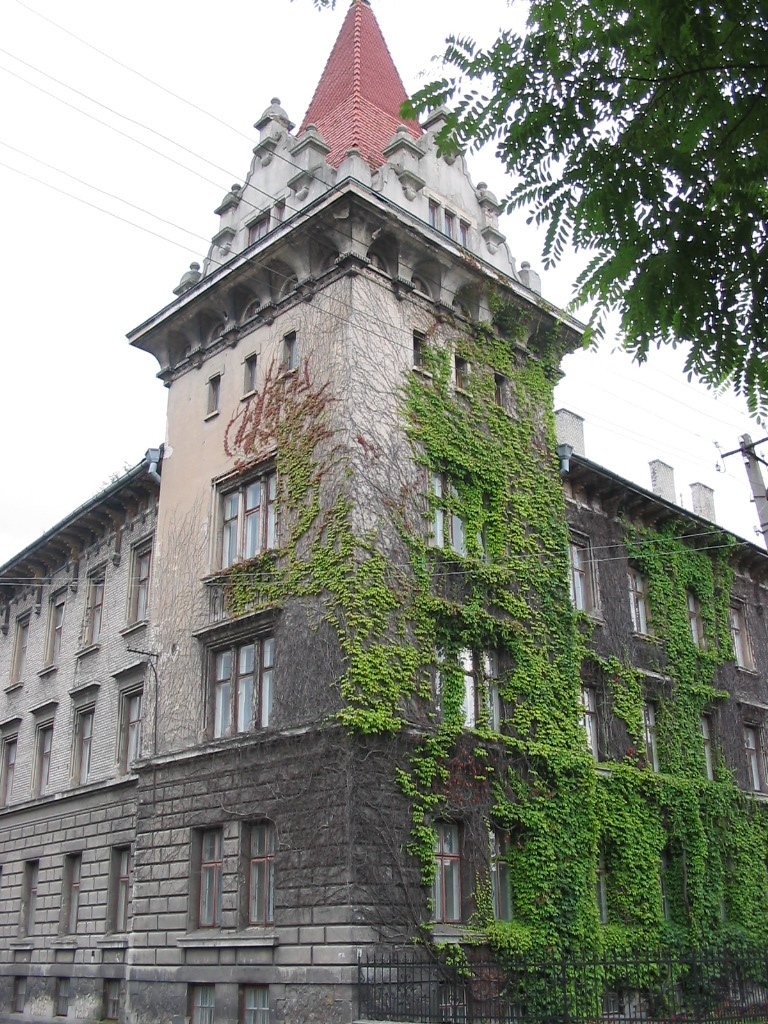
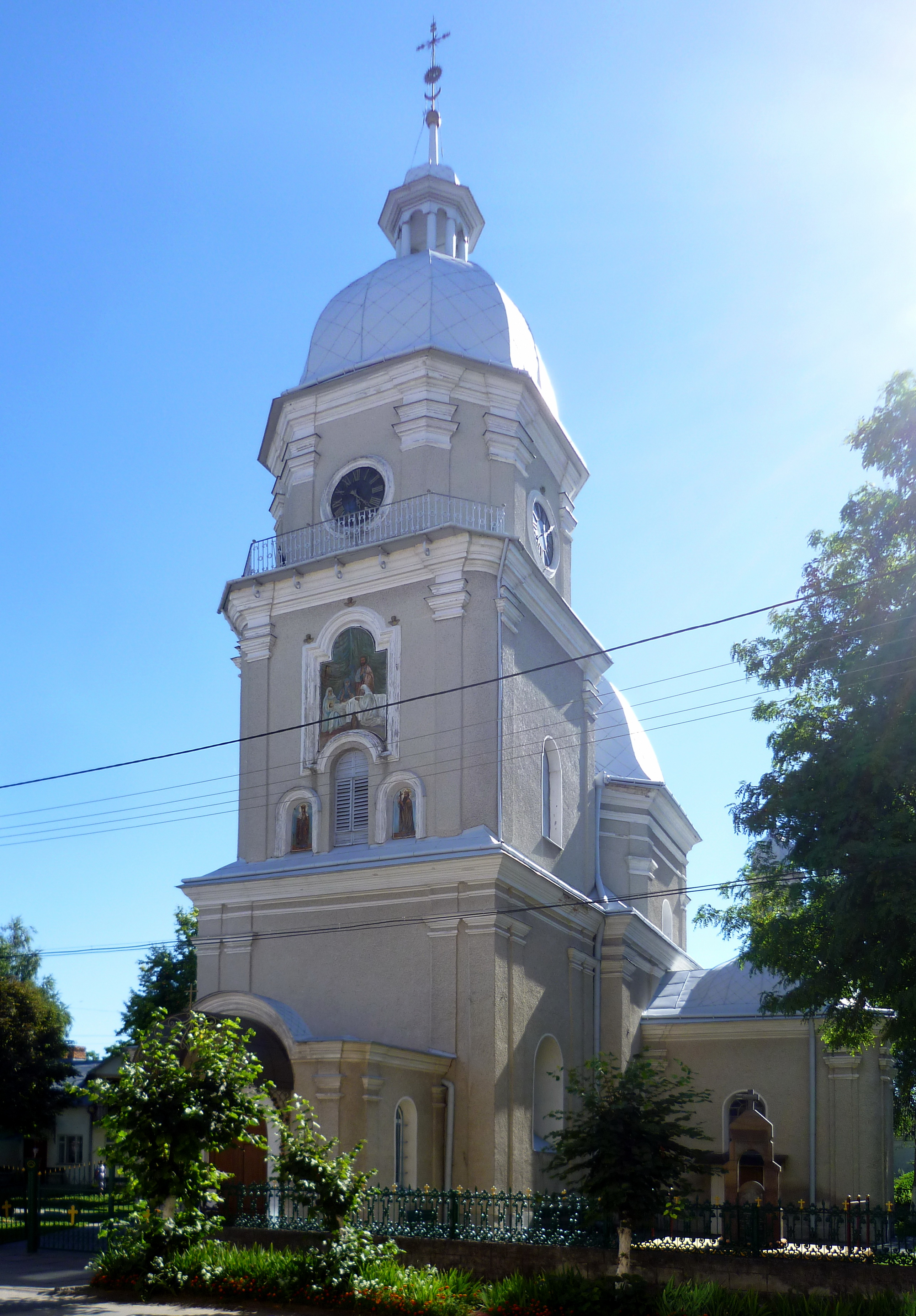
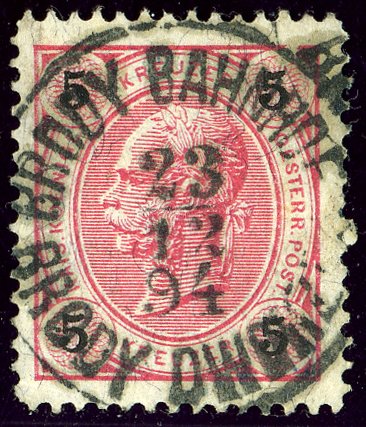